# Courcelles-le-Comte
Courcelles-le-Comte é uma comuna francesa na região administrativa de Altos da França, no departamento de Pas-de-Calais. Estende-se por uma área de 7,94 km². Em 2010 a comuna tinha 471 habitantes (densidade: 59,3 hab./km²).